# Route nationale 360
Pour les articles homonymes, voir N360 et Route 360.
La route nationale 360, ou RN 360, était une route nationale française reliant Cambrai à Vervins. À la suite de la réforme de 1972, elle a été déclassée en RD 960.
Avec le contournement de la RN 6 évitant la traversée de Sens, l'ancien tracé de la Route nationale 6 dans la ville prit le nom de Route nationale 360 jusqu'en 2006 où la route est alors déclassée en RD 906B par le décret du 5 décembre 2005 qui prévoit son transfert au département de l'Yonne.
Voir l'ancien tracé de la RN 360 sur Google Maps

## Ancien tracé de Cambrai à Vervins

### De Cambrai à Bohain-en-Vermandois (D 960)
- Cambrai D 960 (km 0)
- Forenville (km 5)
- Esnes (km 9)
- Walincourt (km 13)
- Dehéries (km 15)
- Serain (km 19)
- Prémont (km 21)
- Bohain-en-Vermandois D 960 (km 28)

### De Bohain-en-Vermandois à Vervins (D 960)
- Bohain-en-Vermandois D 960 (km 28)
- Aisonville-et-Bernoville (km 35)
- Longchamps (km 40)
- Bohéries, commune de Vadencourt (km 43)
- Guise (km 46)
- Beaurain, commune de Flavigny-le-Grand-et-Beaurain (km 50)
- Wiège-Faty (km 54)
- Rue-Guthin, commune du Sourd (km 57)
- Rue-du-Bois, commune du Sourd (km 58)
- La Vallée-au-Blé (km 60)
- Voulpaix (km 64)
- Vervins D 960 (km 69)